# يان بيل (مغني)
يان بيل هو مغني كندي، ولد في 1954.

## وصلات خارجية
- يان بيل على موقع ميوزك برينز (الإنجليزية)